# Economia mondiale
Per economia mondiale s'intende generalmente l'insieme delle attività produttive umane del pianeta Terra. Tali attività sono agricoltura, allevamento, pesca, estrazione mineraria, industria di base e manifatturiera, servizi di vario tipo (comunicazioni, trasporti, libere professioni, commercio, finanza, intrattenimento), ma anche attività considerate illegali.
Ancora oggi deve garantire almeno le condizioni minime di sopravvivenza, dato che quasi tutta la popolazione mondiale vive in povertà e difficilmente s'inserisce nel mondo del lavoro.
Per misurare il valore dei beni e servizi prodotti dalle attività umane, attualmente si usano valute a scala corta, in particolare il dollaro statunitense. In genere si calcola l'andamento non dell'intera economia mondiale, ma di ognuna di quelle dei quasi duecento stati in cui la Terra è divisa.
Circa il 23 per cento del prodotto interno lordo mondiale arriva dagli Stati Uniti. Negli ultimi tempi si sta però assistendo all'ascesa di alcuni Paesi emergenti, in primis la Cina.